# Matúš Bero
Matúš Bero (Ilava, 6 de septiembre de 1995) es un futbolista eslovaco. Juega como centrocampista y su equipo es el VfL Bochum de la 2. Bundesliga de Alemania.

## Selección nacional

### Participaciones en Eurocopas
| Copa          | Sede     | Resultado        | Partidos | Goles |
| ------------- | -------- | ---------------- | -------- | ----- |
| Eurocopa 2024 | Alemania | Octavos de final | 2        | 0     |

## Clubes
| Club                | País         | Año       |
| ------------------- | ------------ | --------- |
| F. K. A. S. Trenčín | Eslovaquia   | 2013-2016 |
| Trabzonspor         | Turquía      | 2016-2018 |
| S. B. V. Vitesse    | Países Bajos | 2018-2023 |
| VfL Bochum          | Alemania     | 2023-     |

## Palmarés

### Campeonatos nacionales
| Título                  | Club                | País       | Año     |
| ----------------------- | ------------------- | ---------- | ------- |
| Superliga de Eslovaquia | F. K. A. S. Trenčín | Eslovaquia | 2014-15 |
| Copa de Eslovaquia      | F. K. A. S. Trenčín | Eslovaquia | 2014-15 |
| Superliga de Eslovaquia | F. K. A. S. Trenčín | Eslovaquia | 2015-16 |
| Copa de Eslovaquia      | F. K. A. S. Trenčín | Eslovaquia | 2015-16 |